# Arnstein Arneberg
Arnstein Rynning Arneberg (født 6. juli 1882 i Halden, død 9. juni 1961 i Biri) var en norsk arkitekt. Han var med til at tegne Oslo Rådhus og har udformet Sikkerhedsrådets mødesal i FN-bygningen i New York.
Han var søn af Mauritz Otto Edvard Arneberg og Hermine Nicoline Mathilde Rynning og bror til arkitekten Eilif Arneberg. Han var først gift med Aagot Kielland Skavlan (1888–1960), datter af litteraturhistorikeren Olaf Skavlan, og derefter med Eva Elisabeth Reimers (1901–1987).

## Biografi
Arneberg var assistent hos arkitekten Alfred Christian Dahl i Oslo i årene 1898–1900. I årene 1899–1902 var han elev ved Den kongelige tegneskole i Oslo under Herman Schirmer. Han var assistent hos Ole Sverre i Oslo i 1900–1903 og derefter hos Gustaf Lindgren i Stockholm til 1906. I 1904-106 studerede han under professorer som Isak Gustaf Clason og Erik Lallerstedt på den Kungliga Tekniska Högskolan i Stockholm.
I 1906 etablerede Arneberg sin egen praksis i Oslo og fik derefter mange opgaver. Blandt de tidlige er Eidsvoll folkehøyskole (1908) i nordisk panelstil (revet ned i 1980), jernbanestationer på Dovrebanen (1912) og Den norske sømandskirke i Rotterdam (1914). Sammen med Magnus Poulsson vandt han arkitektkonkurrencen om Oslo Rådhus (1916–1918). Samme år vandt de også konkurrencen om Telegrafbygningen i Oslo (Kongens gate 21), der ved indvielsen i 1924 var Norges tredje største bygning. Arneberg stod også for den første fløj af Vikingeskibsmuseet på Bygdøy, der åbnede i 1926. I 1950 fik han til opgave at udforme Sikkerhedsrådets mødesal i FN-bygningen i New York.
Arneberg var en af de første modtagere af St. Hallvard-medaljen i 1956 og modtog Statens kunstnerlønn fra 1954. Han var kommandør med stjerne af St. Olavs Orden og modtog Kong Haakon VIIs jubilæumsmedalje samt Kong Haakon VIIs minnemedalje i guld. Han var kommandør af den svenske Nordstjerneordenen og var valgt som medlem af Kungliga Akademien för de fria konsterna. 
Østfold Arkitektforenings arkitekturpris, Arnstein Arneberg pris, er opkaldt efter ham. Prisen blev uddelt første gang i 2008.

## Udvalgte værker
Arnebergs arbejde omfattede mange villaer og kirker.
- Dagaliveien 27–29 (1909)
- Faunveien 5 (1910)
- Fjellveien 2, kaldet Karistua (1910)
- Mustadvillaen på Madserud allé (1911)
- Akershus landbruksskole, nu Hvam videregående skole (1911)
- Brandengen og Fjellheim skoler i Drammen (1913)
- President Harbitz' gate 18 (1914)
- Den norske sjømannskirken i Rotterdam, sammen med Magnus Poulsson (1914)
- Solør sorenskriverbolig (1915)
- Dombås Hotel (1915), brændt 19. maj 2007
- Admiral Børresens vei 4 (1915), senere ombygget til Oslo sjømannskirke ved Arneberg
- Tuengen allé 2 (1916), norsk stil
- Munkebakken på Lysaker (1916)
- Abbedisvingen 15 (1918)
- Frederik Stangs gate 22–24 (1916–1919), sammen med Erik Andersen
- Geitmyrsveien 45 (1919), ombygget for Cathinka Guldbergs Gamlehjem 1935
- Kirkegata 1c i Kristiansand (1920)
- Villaen Elsero, udført i gedigen nordisk nybarok 1918–1923, Arnstein Arnebergs vei 3, belønnet med arkitekturprisen Houens fonds diplom 1927
- Bygdøy allé 77, som fik Sundts premie i 1924
- Villa von der Lippe (1926) i Nedre Langgate i Tønsberg.
- Volda kirke (1929)
- Skaugum, hovedbygningen i kronprinsparrets residens (1932)
- Midtåsen i Sandefjord (1933–1934)
- Fiskum kirke (1940–1945)
- Restaurering af Kristiansand domkirke (1952)
- Interiøret i Uranienborg kirke (1930)
- Restaurering af Oslo Domkirke (1948–1950)
- Ombygning af Hamar domkirke (1952)
- Restaurering af Vang kirke, Hedmark (1954)
- Restaurering af Fredrikstad domkirke (1954)
- Restaurering af Ullensvang kirke i Hardanger (1958)
- Glemmen nye kirke (1949)
- Bjerkvik kirke (1955)
- Dale kirke (Vaksdal) (1956)
- Ullensaker kirke (1958) sammen med Per Solemslie
- Skjerstad kirke (1959)
- Park Hotell, Sandefjord (1959)
- Høyanger kirke (1960), sammen med Olav Platou
- Lognvik Fjellstue oprindeligt bygget som enebolig på Fornebu, men flyttet til Rauland i Vinje i 1969